# Christian Gottlieb Kratzenstein

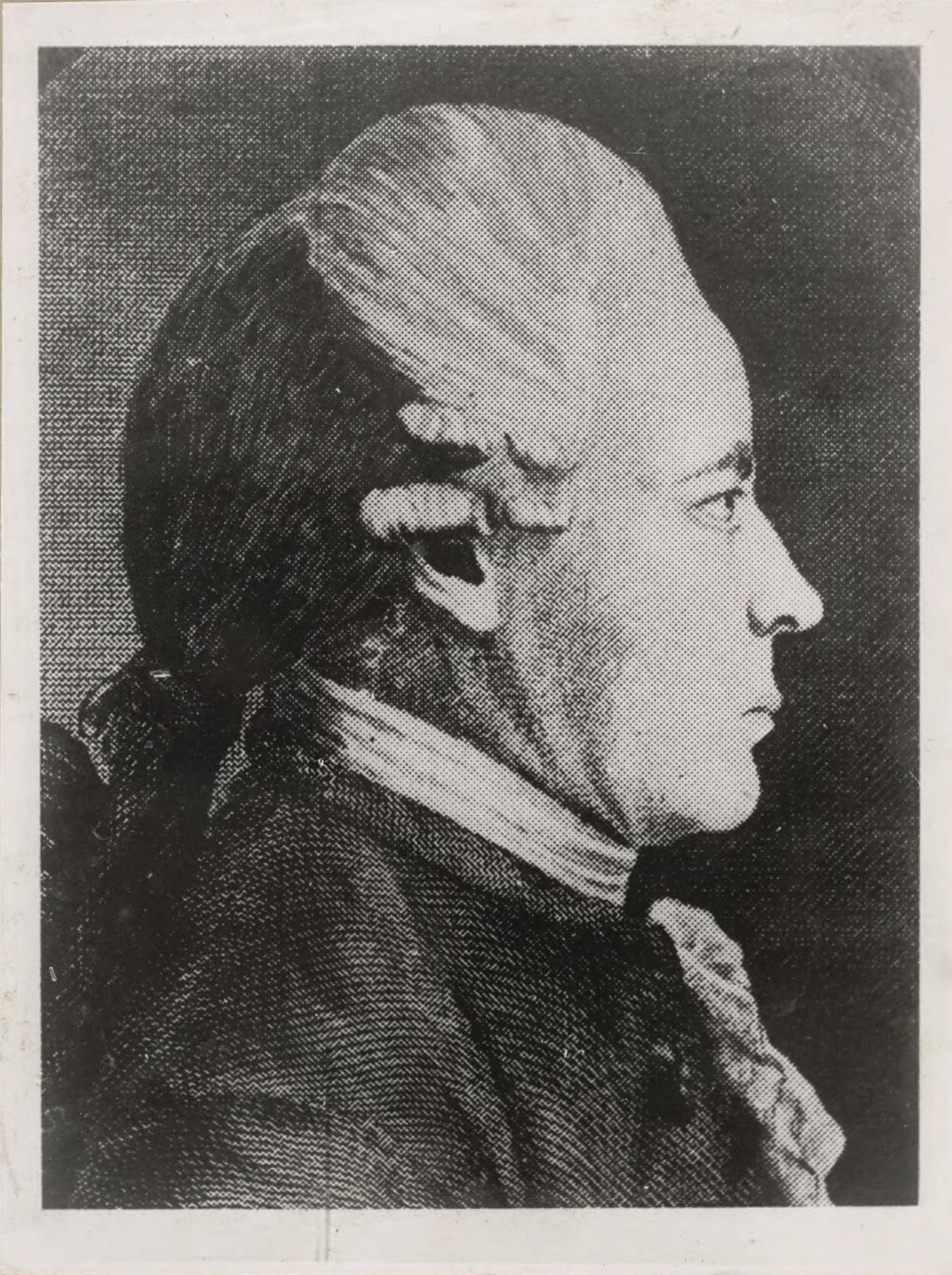
Christian Gottlieb Kratzenstein, 1781

Christian Gottlieb Kratzenstein (* 30. Januar 1723 in Wernigerode; † 6. Juli 1795 in Frederiksberg) war ein deutscher Naturforscher, Physiker und Hochschullehrer. Er konstruierte um 1780 einen Vokale hervorbringenden Vorläufer späterer Sprechapparate.

## Leben
Christian Gottlieb Kratzenstein wurde als zweitjüngster Sohn des Oberschullehrers Thomas Andreas Kratzenstein in der kleinen Residenzstadt Wernigerode der Grafen zu Stolberg am Harz geboren. Er besuchte das Lyzeum in seiner Geburtsstadt, an dem sein Vater unterrichtete. Bereits als Jugendlicher führte er dem Grafen Heinrich Ernst zu Stolberg-Wernigerode Experimente mit der Elektrisiermaschine vor und besuchte oft den Brocken. Die Studien der Naturwissenschaften begann er 1742 an der Universität in Halle (Saale).
1746 erwarb er den Magistertitel und promovierte. Als Privatdozent lehrte er im Anschluss daran an der Universität Medizin und Naturlehre, folgte aber bereits 1748 dem Ruf an die Russische Akademie der Wissenschaften nach Sankt Petersburg, deren Ehrenmitglied er 1753 wurde. Ab 1748 war Kratzenstein Mitglied der Leopoldina, ab 1753 der Königlich Dänischen Akademie der Wissenschaften. In Sankt Petersburg wirkte er bis 1753 als Professor für Mathematik und Mechanik, bevor er eine Professur für Experimentalphysik an der Universität Kopenhagen erhielt, wo er 33 Jahre wirkte und viermal als Rektor amtierte. Kratzenstein verbrachte auch seinen Lebensabend in Dänemark. 1791 wurde er als auswärtiges Mitglied in die Preußische Akademie der Wissenschaften aufgenommen. Beim großen Stadtbrand von Kopenhagen 1795 verlor er seine umfangreiche Instrumenten- und Handschriftensammlung. Einen Monat später starb er in Frederiksberg und wurde in der St. Petrikirche begraben. Einen Teil seines Vermögens stiftete er dem Lehrstuhl für Physik an der Universität.
Christian Gottlieb Kratzenstein war Mitglied der Loge Aux trois clefs d'or in Halle.

## Leistungen
Christian Kratzenstein beschäftigte sich bereits frühzeitig mit Möglichkeiten für die Luftschifffahrt. Er interessierte sich auch für Astronomie, Navigation, Luftfahrt, Meteorologie und Alchemie. Sein spezielles Forschungsgebiet war jedoch die Wirkung der Elektrizität auf den menschlichen Körper. In diesem Bereich sind ihm zahlreiche Entdeckungen zu verdanken, so zum Beispiel die Kratzensteinschen Bläschen. Kratzenstein ist Mitbegründer der physikalischen Medizin unter Verwendung der Elektrizität und entwarf eine der ersten Elektrisiermaschinen. Die Elektrotherapie wurde von ihm bereits frühzeitig bei Patienten angewandt (Siehe auch Johann Gottlob Krüger).
Nebenher entwickelte er 1780 als Antwort auf eine 1779 ausgeschriebene Preisfrage der St. Petersburger Akademie eine Serie von fünf Zungenpfeifen, die jeweils einen Vokal (nämlich A, E, I, O, U) synthetisch erzeugen konnten. Die Schrift wurde in Petersburg in Latein und Russisch publiziert; im Folgejahr in Paris in Französisch.
Hierin entwickelte Kratzenstein, wahrscheinlich nach dem Vorbild der chinesischen Mundorgel Sheng, durchschlagende Zungenpfeifen und gilt als der erste europäische „Erfinder“ (eher wohl: Entdecker) dieser besonderen Zungenpfeifenform, das Prinzip der durchschlagenden Zunge wurde in den folgenden Jahrzehnten mehrfach möglicherweise unabhängig voneinander entdeckt.
Kratzensteins Zungenpfeifen besaßen Resonatoren mit komplexen Formen, die allerdings in keinem Zusammenhang mit den anatomischen Gegebenheiten beim Menschen standen, sondern nach Kratzensteins eigener Aussage schlicht die Form hatten, mit der sie ihrer jeweiligen Aufgabe am besten gerecht wurden.
Robert Willis zeigte im Jahr 1832, dass Kratzensteins Resonatorformen unnötig waren, da Resonatoren in Form unterschiedlich langer zylindrischer Röhren ebenso gut und besser denselben Zweck erfüllen.
Wolfgang von Kempelen entwickelte wenige Jahre später eine „Sprechende Maschine“, mit der es ihm als erstem gelang, Wörter und kürzere Sätze hervorzubringen. Als Stimmzungen wurden gedämpfte Aufschlagzungen verwendet.

## Ehrungen
Am 24. März 2011 beschloss der Stadtrat von Wernigerode, eine Straße im heutigen Gewerbe- und Industriegebiet „Smatvelde“ nach Christian Gottlieb Kratzenstein zu benennen.

## Werke (Auswahl)
- Theoria electricitatis more geometrico explicata. Hemmerde, Halle 1746. (Digitalisat)
- Theoria Flvxvs Diabetici. Hemmerde, Halle 1746. (Digitalisat)
- Abhandlung von dem Einfluß des Mondes in die Witterungen und in den menschlichen Cörper. Hemmerde, Halle 1747. (Digitalisat)
- L' Art De Naviguer Dans L'Air. Faber & Nitschke, Kopenhagen/Leipzig 1784. (Digitalisat)
- Vorlesungen über die Experimental-Physik. 4. Aufl. Horrebow, Kopenhagen 1781. (Digitalisat)